# San Juan Bautista (Paragwaj)
San Juan Bautista – miasto w Paragwaju, w departamencie Misiones.